# 不純物伝導
不純物伝導（ふじゅんぶつでんどう）とは、電気伝導の中でも、不純物準位の中で動く自由電子によって発生するものである。低濃度ではホッピングによる伝導が、高濃度では不純物中のキャリアによる伝導が発生する。ただ、濃度が低すぎると互いの波動関数が重ならず、通常の伝導となる。